# Maxillaria elluziae
Maxillaria elluziae é uma espécie de planta do gênero Maxillaria e da família Orchidaceae.

## Taxonomia
A espécie foi descrita em 2015 por Eduardo Antonio Molinari Novoa.
O seguinte sinônimo já foi catalogado:  
- Trigonidium latifolium  Lindl.

## Forma de vida
É uma espécie epífita e herbácea.

## Descrição
| Raiz                                               | Raiz                                            |
| -------------------------------------------------- | ----------------------------------------------- |
| cor da ponta                                       | verde                                           |
| Caule                                              |                                                 |
| crescimento                                        | simpodial/cespitosa/adpresso ao substrato       |
| pseudobulbo                                        | conspícuo                                       |
| forma e textura                                    | elipsoide/levemente lateralmente compresso/lisa |
| lâmina da bráctea                                  | ausente                                         |
| Folha                                              |                                                 |
| tipo e forma                                       | oblonga/espatulada                              |
| ápice                                              | agudo                                           |
| número                                             | 1 - 2                                           |
| Inflorescência                                     |                                                 |
| tipo                                               | 1 à 2 raque por pseudo/mais curta que folha     |
| Flor                                               |                                                 |
| cor e padrão principal das sépalas e pétalas       | branca/amarela/roxa/nervado                     |
| cor e padrão principal do labelo                   | branco/maculado                                 |
| dorsal sépala e pétala posição em relação a coluna | recurvada                                       |
| formato da sépala                                  | oblonga/elipsoide/espatulada/ápice agudo        |
| formato da pétala                                  | oblonga/espatulada/ápice agudo                  |
| pétala tamanho em relação a sépala                 | mais curta que                                  |
| formato do labelo quando inteiro                   | não aplicável                                   |
| formato do labelo quando trilobado - lobo lateral  | semi oblongo/ápice arredondado                  |
| formato do labelo quando trilobada - lobo mediano  | estreitamente elíptico/ápice arredondado        |
| calo                                               | oblongo                                         |
| coluna                                             | reta/pé conspícuo                               |

## Conservação
A espécie faz parte da Lista Vermelha das espécies ameaçadas do estado do Espírito Santo, no sudeste do Brasil. A lista foi publicada em 13 de junho de 2005 por intermédio do decreto estadual nº 1.499-R.

## Distribuição
A espécie é encontrada nos estados brasileiros de Bahia, Espírito Santo, Paraná, Rio de Janeiro, Santa Catarina e São Paulo.
Em termos ecológicos, é encontrada no domínio fitogeográfico de Mata Atlântica, em regiões com vegetação de floresta ombrófila pluvial.